# Biosphärenreservat Schaalsee

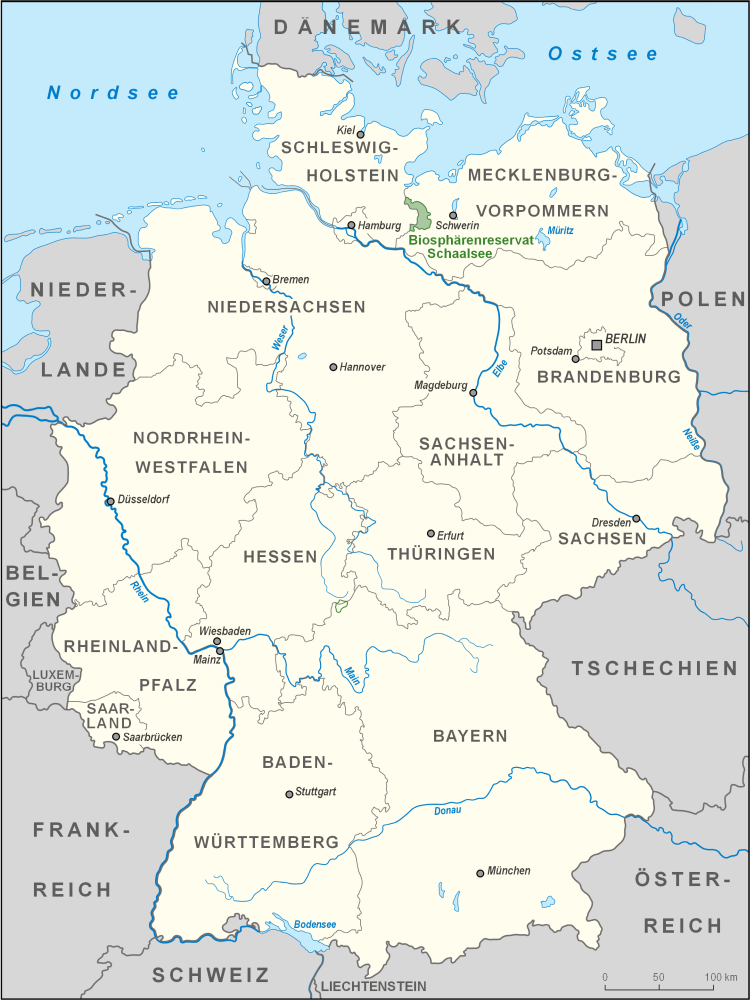
Lage des Biosphärenreservates Schaalsee

Logo des Biosphärenreservates

Das Biosphärenreservat Schaalsee ist ein Schutzgebiet im Westen Mecklenburg-Vorpommerns (Landkreise Nordwestmecklenburg und Ludwigslust-Parchim) an der Grenze zu Schleswig-Holstein. Von 1952 bis 1990 lagen weite Teile der Schaalseelandschaft im Sperrgebiet der innerdeutschen Grenze. Die damit verbundene Zwangsruhe prägte in der Zeit das Gebiet, und die Natur gewann an Raum. Nach der deutschen Wiedervereinigung wurde diese Fläche im Jahr 2000 als Biosphärenreservat ausgewiesen. Auf der schleswig-holsteinischen Seite der Landesgrenze schließt sich unmittelbar der 1961 gegründete Naturpark Lauenburgische Seen an.

## Geografie
Das Biosphärenreservat liegt in einer von der Weichseleiszeit geprägten Jungmoränenlandschaft, die sich an den von der Trave durchbrochenen Baltischen Rücken des Schleswig-Holsteinischen Hügellandes ostwärts anschließt und sich durch ganz Mecklenburg zieht.
Im See befinden sich mehrere Inseln, unter anderem Kampenwerder, die Stintenburginsel und Rethwiese.

## Entwicklung des Schutzgebietes

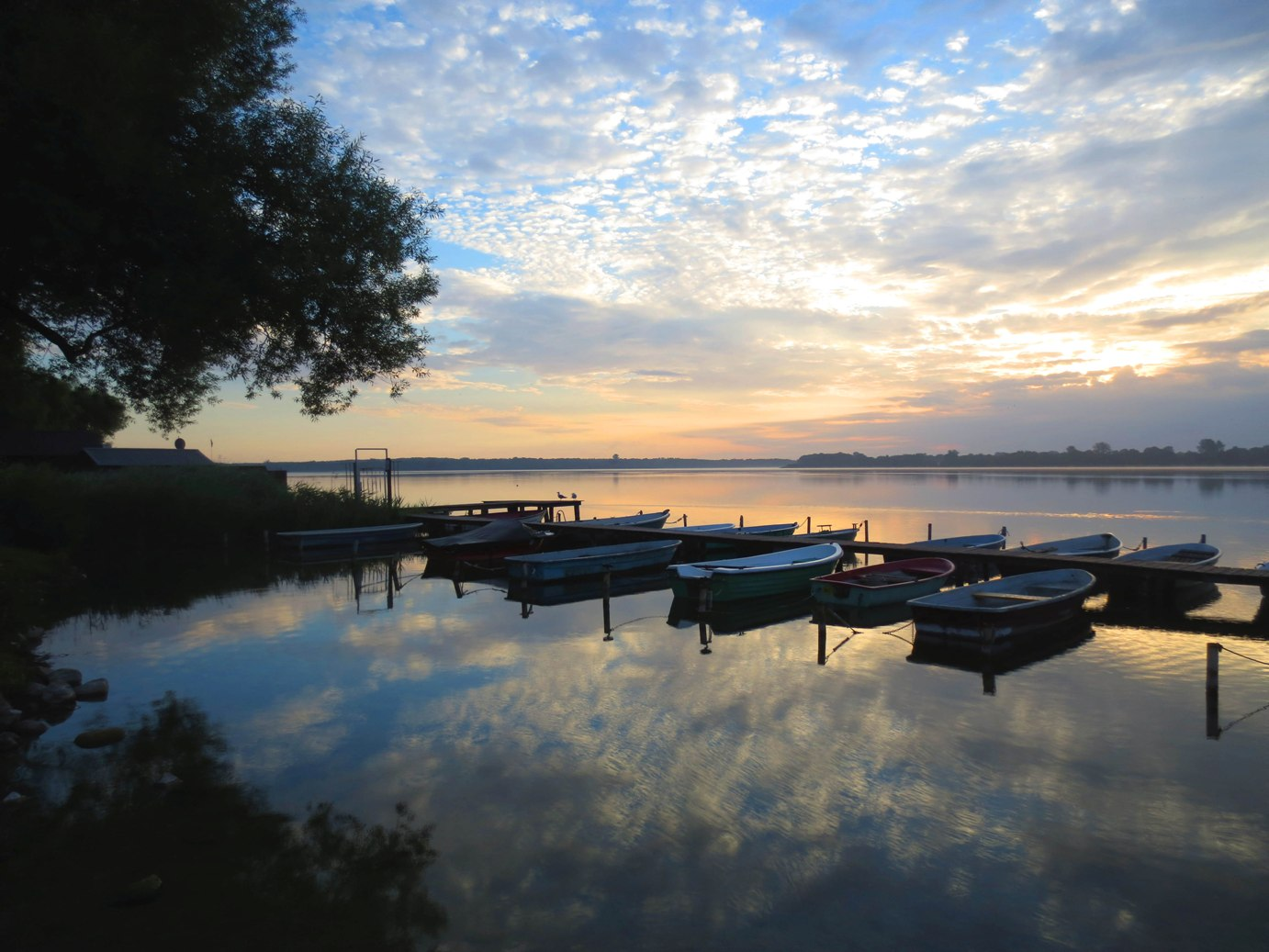
Zarrentin Schaalsee

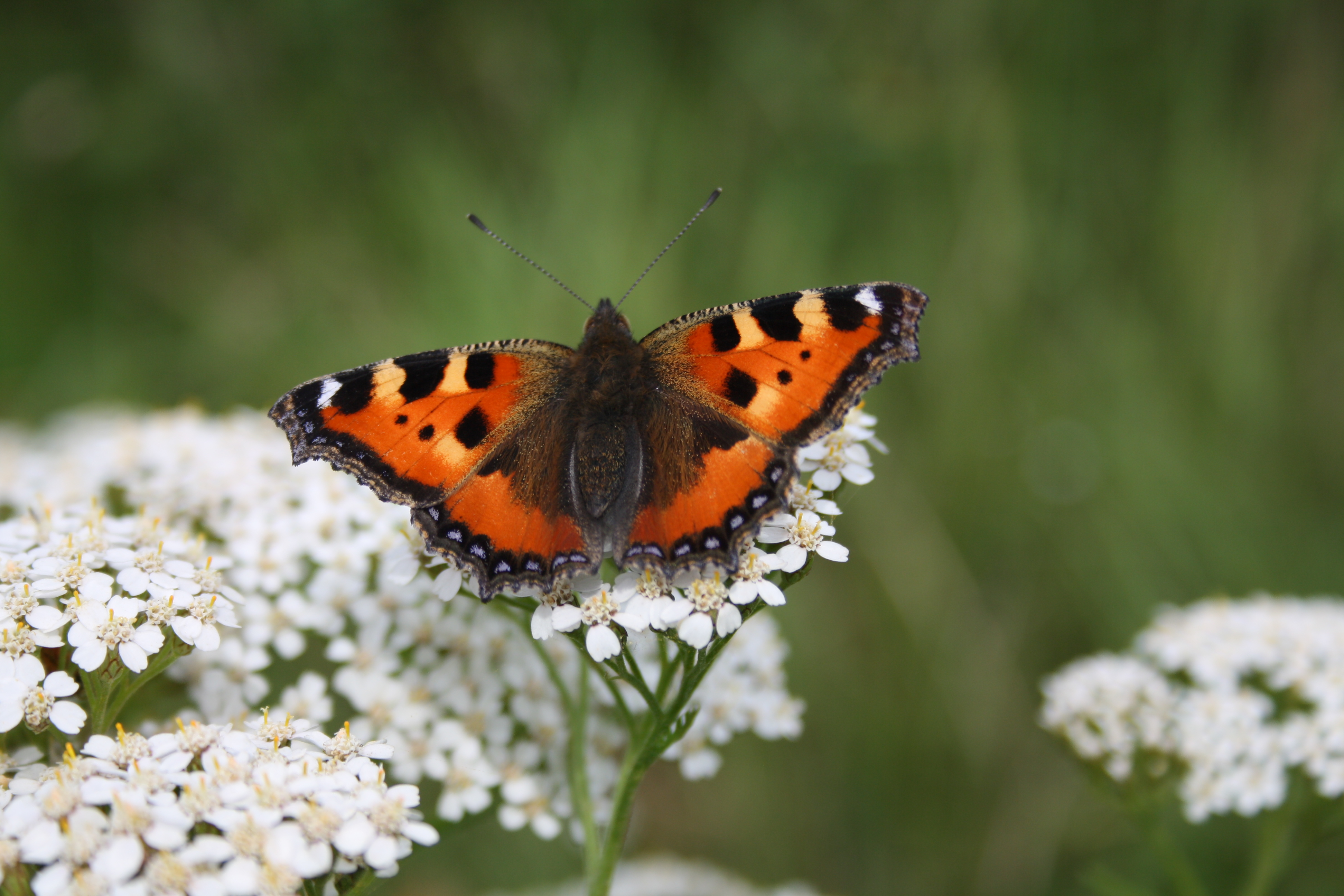
Schaalsee, Kleiner Fuchs (Tagfalter) auf Schaalseewiese

- 1957 wurden Teile der Mecklenburger Schaalseelandschaft als Landschaftsschutzgebiet ausgewiesen.
- Als die letzte DDR-Regierung am 12. September 1990 das Nationalparkprogramm beschloss, sicherte es in Zusammenarbeit mit den damaligen Gemeinden auch den 162 km² großen Naturpark Schaalsee.
- Von 1992 bis 2010 förderte der Bund Flächen von gut 300 km² rund um den Schaalsee als Gebiet von gesamtstaatlich repräsentativer Bedeutung für den Naturschutz (187 km² im Naturpark Schaalsee und 117 km² des westlich angrenzenden Naturparks Lauenburgische Seen).[1] Der Zweckverband Schaalsee-Landschaft wurde im Rahmen des Projektes der größte Landeigentümer in der Schaalseeregion (4500 ha zum Januar 2010), wobei die Verwaltungsaufgaben seit 2010 von der Biosphärenreservatsverwaltung mit wahrgenommen werden.[2]
- 1998 wurde das Pahlhuus, das Informationszentrum für das Biosphärenreservat, aufgebaut.
- Im Januar 2000 nahm die UNESCO den Schaalsee (mit dem mecklenburgischen Landschaftsschutzgebiet Schaalseelandschaft) in das internationale Netz der damaligen 411 Biosphärenreservate auf.
- Im Juli 2001 riefen die umliegenden Gemeinden, das Amt für das Biosphärenreservat Schaalsee und der Förderverein Biosphäre Schaalsee e. V. die regionale Agenda 21 im Biosphärenreservat Schaalsee ins Leben.
- Seit dem 1. Februar 2015 wird das UNESCO-Biosphärenreservat Schaalsee gemeinsam mit dem Biosphärenreservat Flusslandschaft Elbe-Mecklenburg-Vorpommern als Biosphärenreservatsamt Schaalsee-Elbe mit Sitz in Zarrentin am Schaalsee verwaltet.

## Informationseinrichtungen

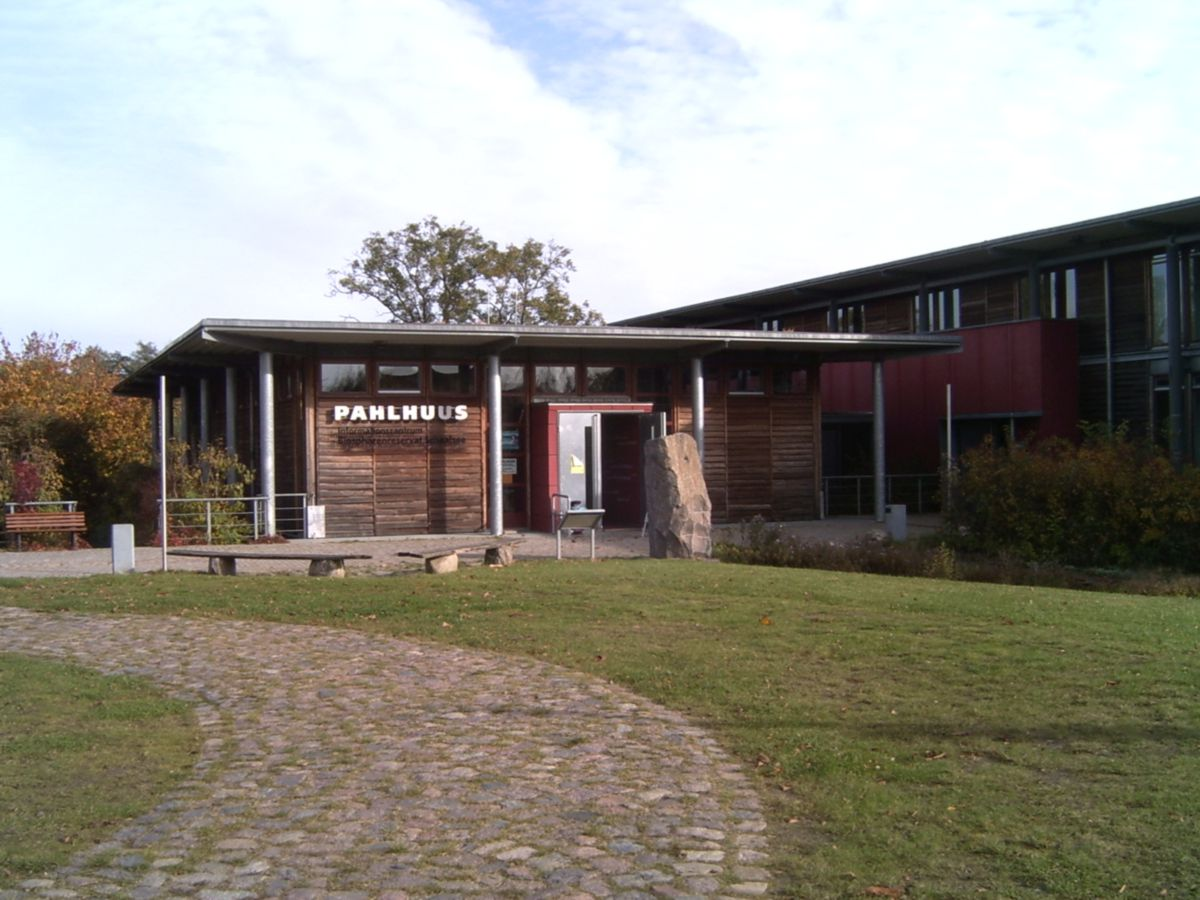
Pahlhuus mit dem Biosphärenreservatsamt Schaalsee-Elbe (links im Bild)

Das Pahlhuus (niederdeutsch, so viel wie Pfahlhaus = Haus auf Pfählen) in Zarrentin am Schaalsee ist das Informationszentrum des Biosphärenreservates Schaalsee und gleichzeitig Sitz des Biosphärenreservatsamtes Schaalsee-Elbe.
Auf 150 m² Fläche bietet das Pahlhuus in der Dauerausstellung Einblicke auf und rund um den Schaalsee. Besucher können sich über die Naturausstattung des Biosphärenreservates und über touristische Angebote informieren, Infomaterial und Wanderkarten erwerben sowie Fahrräder (auch mit Kinderanhänger) ausleihen, um von dort die Rundtour um den Schaalsee zu starten.
In ständig wechselnden Sonderausstellungen präsentieren außerdem Künstler der Region ihre Arbeiten. An jedem ersten Sonntag in der Sommersaison werden auf dem Biosphäre-Schaalsee-Markt vor dem Pahlhuus Produkte aus der Region angeboten. Direkt hinter dem Pahlhuus beginnt der Moorsteg, der in die Natur der Schaalseelandschaft führt. Mit den Rangern des Biosphärenreservatsamtes können Besucher von hier aus auch auf Exkursion gehen.

## Zonierung
Biosphärenreservate werden in Zonen eingeteilt, um den verschiedenen Aufgaben gerecht zu werden. Das Biosphärenreservat Schaalsee untergliedert sich in drei Zonen: In der Kernzone (6,1 Prozent Flächenanteil) befinden sich vom Menschen unbeeinflusste Gebiete, wie Verlandungszonen der Seen, Moore und strukturreiche Laubwälder. In der Pflegezone (28,6 Prozent) werden wertvolle Ökosysteme der Kulturlandschaft durch schonende Landnutzung erhalten. Zusammen mit Zone 1 besitzt sie den höchsten ökologischen Wert. In der Entwicklungszone (65,3 Prozent) soll umweltverträgliche Landnutzung gemäß dem MAB-Programm der UNESCO für eine ausgewogene Regionalentwicklung betrieben werden.
Insgesamt 18 Naturschutzgebiete (NSG) befinden sich innerhalb des Biosphärenreservates (Stand Ende 2013). Sie werden überwiegend in die Entwicklungs- und Pflegezone eingeordnet und nehmen eine Fläche von 4483 ha ein. Im Einzelnen gehören die folgenden NSG zum Biosphärenreservat:
1. Naturschutzgebiet Boissower See und
2. Südteil des Neuenkirchener Sees (zusammen 73 ha)
3. Campower Steilufer (13 ha)
4. Der Ewige Teich (21 ha)
5. Kammerbruch (148 ha)
6. Kiekbuschwiesen bei Neuhof (51 ha)
7. Kuhlrader Moor und Röggeliner See (307 ha)
8. Lankower See (130 ha)
9. Mechower See (185 ha)
10. Moorrinne von Klein Salitz bis zum Neuenkirchener See (846 ha)
11. Neuendorfer Moor (161 ha)
12. Niendorf-Bernstorfer Binnensee (581 ha)
13. Schaalelauf (538 ha)
14. Schönwolder Moor (142 ha)
15. Strangen (78 ha)
16. Techin (621 ha)
17. Wakenitzniederung (291 ha)
18. Weißes und Schwarzes Moor (123 ha)

Die Gemeinden Dechow, Groß Molzahn, Kneese, Roggendorf, Rögnitz, Schlagsdorf und Utecht liegen ganz im Biosphärenreservat. Anteilig sind die Gemeinden Carlow, Holdorf, Königsfeld, Krembz, Thandorf, Wittendörp und Zarrentin am Schaalsee enthalten.

## Nandu-Vorkommen

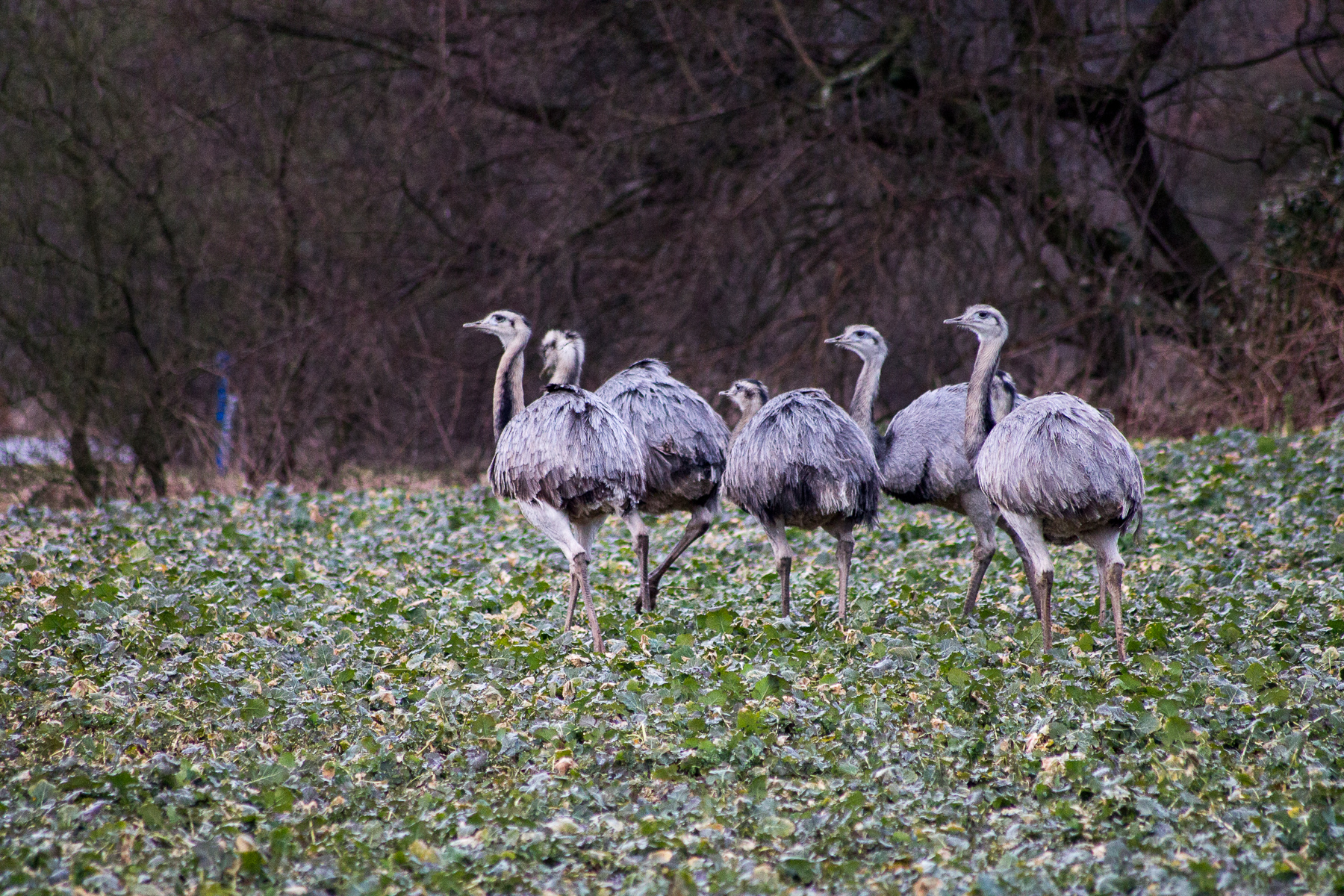
Eine Gruppe Nandus im Februar 2015 auf einem Acker bei Lüdersdorf

Eine Besonderheit ist das Nandu-Vorkommen im Biosphärenreservat.